# Capela de Santana
Capela de Santana är en kommun i Brasilien.   Den ligger i delstaten Rio Grande do Sul, i den södra delen av landet, 1 600 km söder om huvudstaden Brasília. Antalet invånare är 11 613.
I omgivningarna runt Capela de Santana växer huvudsakligen savannskog. Runt Capela de Santana är det ganska tätbefolkat, med 72 invånare per kvadratkilometer.